# Valorie Curry
Valorie Curry (Orange County, 12 februari 1986) is een Amerikaans actrice. Ze is vooral bekend als televisieacteur van haar rollen als Kara in Detroit: Become Human en Firecracker in de Prime Video-serie The Boys.

## Biografie
Valorie Curry groeide op met een zus en broer in Orange County in Californië, Verenigde Staten. In 2004 studeerde ze af aan de Sonora High School in La Habra, Californië. In 2008 studeerde ze als Bachelor of Arts af aan de California State University. Van 2005 tot 2006 speelde Curry haar eerste rol in de televisieserie Veronica Mars.
In 2012 was Curry voor het eerst te zien als Kara in de PlayStation 3 demo Kara. Deze rol vertolkte ze opnieuw in de computerspel Detroit: Become Human in 2018. In 2012 speelde Curry ook de rol van Charlotte in The Twilight Saga: Breaking Dawn Part 2. Vier jaar later speelde Curry ook in Blair Witch, een vervolg op de film The Blair Witch Project uit 1999.
Curry werd in 2024 gecast in de rol van Firecracker in de Amazon Prime-serie The Boys. Hierin speelt Curry een alt-right superheld en influencer die een persoonlijke wrok koestert tegenover Starlight, gespeeld door Erin Moriarty.

## Filmografie

### Films
- 2011: I Love You Like Crazy - Melody (korte film)
- 2012: Kara - Kara (tech demo)
- 2005: The Twilight Saga: Breaking Dawn Part 2 - Charlotte
- 2015: Bus Stop - Alexia (korte film)
- 2016: American Pastoral - Rita Cohen
- 2016: Blair Witch - Talia
- 2018: After Darkness - Margot
- 2019: Inherit the Viper - Eve

### Televisieseries
- 2005-2006: Veronica Mars - Jane Kuhne (zes afleveringen)
- 2011: CSI: NY - Hannah McCray (1 aflevering)
- 2012: Psych - Rose-Marie Farrow (1 aflevering)
- 2013-2014: The Following - Emma Hill (29 afleveringen)
- 2012: House of Lies - Kelsey (10 afleveringen)
- 2016-2019: The Tick - Dot Everest (22 afleveringen)
- 2013-2016: The Lost Symbol - Katherine Solomon (10 afleveringen)
- 2024-heden: The Boys - Firecracker

### Muziekvideo's
- 2012: After Midnight - Lead Female Patient (van Blink-182)

### Computerspel
- 2018: Detroit: Become Human - Kara (als Motion capture)

## Privé
Curry was van 2016 tot 2023 getrouwd met Sam Underwood, die ze had ontmoet tijdens de opnames van The Following. In 2019 maakte Curry op Coming-Outdag zich als queer vrouw bekend. Ze beschrijft haar seksualiteit als biseksueel en panseksueel.